# Партия коммунистов Республики Молдова
Па́ртия коммуни́стов Респу́блики Молдо́ва (рум. Partidul Comuniștilor din Republica Moldova) — коммунистическая партия Республики Молдова, созданная Владимиром Ворониным.
В 2001—2009 годах — правящая партия в Республике Молдова. В 2009 году партия потеряла большинство в парламенте, уступив Альянсу за европейскую интеграцию. По результатам парламентских выборов 2019 года набрала 3,75 % и потеряла все места в парламенте страны, но вернулась в парламент по результатам досрочных выборов 2021 года. Входит в состав Партии европейских левых и СКП — КПСС.

## Краткая история партии
Партия коммунистов Республики Молдова была основана 22 октября 1993 года на учредительной конференции, в которой участвовали 169 делегатов.
С момента основания партию возглавил Владимир Воронин. ПКРМ участвовала в молдавских выборах начиная с местных выборов 1995 года. На президентских выборах 1996 года первый секретарь ЦК ПКРМ Владимир Воронин занял 3-е место, набрав 10,23 % голосов. По результатам парламентских выборов 1998 года партия получила 40 мандатов из 101. На парламентских выборах 2001 года ПКРМ получила 50,07 % голосов и 71 место в Парламенте Республики Молдова (из 101), что позволило ПКРМ сформировать правительство и избрать Президентом Республики Молдова своего первого секретаря Владимира Воронина.
В том же 2001 году партия отказалась от ранее озвученных Ворониным планов о вступлении Республики Молдова в Союзное государство России и Белоруссии, взяв курс на Европейский союз.
На IV съезде ПКРМ 2 апреля 2001 года система руководства партией была реформирована, и Владимир Воронин занял пост Председателя ПКРМ, а Секретарями Центрального комитета ПКРМ стали Виктор Степанюк и Валерий Сава. В 2006 году секретарем ЦК ПКРМ также стал Марк Ткачук.
На выборах 2005 года ПКРМ набрала 45,98 % голосов (56 мест в парламенте), удержав тем самым большинство мест, но потеряв возможность избрания Воронина президентом на второй срок только партийными голосами. Несмотря на это, Владимир Воронин был переизбран президентом Республики Молдова 75 голосами депутатов ПКРМ, Христианско-демократической народной партии, Демократической партии Молдовы и Социал-либеральной партии.
Согласно официальным результатам на выборах 5 апреля 2009 года ПКРМ победила в третий раз, набрав 49,48 % голосов (60 мест в парламенте), удержав, тем самым, большинство мест, но потеряв возможность избрания президента. В крупнейших городах Республики Молдова состоялись протесты населения против фальсификации парламентских выборов, оспаривавшие их легитимность, которые переросли в акции гражданского неповиновения и беспорядки, массовые задержания протестующих и аресты журналистов. Коммунистической партии не хватало голосов, а оппозиционные партии отказались голосовать за кандидатов, предложенных коммунистами на пост президента, что привело к досрочным парламентским выборам, которые состоялись 29 июля 2009 года. Партия коммунистов Республики Молдова набрала 44,69 % голосов и получила 48 мандатов из 101. Остальные 4 партии, прошедшие в Парламент: Либеральная партия (15 мандатов), Демократическая партия Молдовы (13 мандатов), Либерал-демократическая партия Молдовы (18 мандатов) и Альянс «Наша Молдова» (7 мандатов), объединились в Альянс за европейскую интеграцию и сформировали парламентское большинство (53 голоса из 101). Партия коммунистов Республики Молдова, во главе с Владимиром Ворониным, перешла в оппозицию к новому правительству страны, не сумев найти союзников для формирования большинства. 11 сентября 2009 года Владимир Воронин сложил с себя полномочия президента.
За время пребывания лидера Партии коммунистов Республики Молдова Владимира Воронина на посту президента республики (с 7 апреля 2001 по 11 сентября 2009 года) партия вступила в Международный Союз партий «Европейские левые».
15 декабря 2009 года депутаты-коммунисты Владимир Цуркан, Виктор Степанюк, Людмила Бельченкова и Валентин Гузнак вышли из состава фракции ПКРМ в Парламенте. Они заявили, что пошли на этот шаг, так как не согласны с решением ПКРМ от 7 декабря 2009 года о бойкоте президентских выборов. Впоследствии Цуркан, Степанюк, Бельченкова и Гузнак вступили в партию «Moldova Unită — Единая Молдова», а Цуркан был избран председателем этой партии.
На досрочных парламентских выборах 28 ноября 2010 года ПКРМ набрала 39,34 % голосов (42 места в парламенте).
15 января 2011 года скончался депутат ПКРМ Владимир Еремчук, которого заменил Геннадий Морков, состоявший в списке ПКРМ.
4 ноября 2011 года депутаты парламента Республики Молдовы от фракции Партии коммунистов Республики Молдова Игорь Додон, Зинаида Гречаный и Вероника Абрамчук покинули фракцию Партии коммунистов Республики Молдова в парламенте и саму ПКРМ. 7 июня 2012 года фракцию коммунистов в парламенте покинули Вадим Мишин, Олег Бабенко и Татьяна Ботнарюк. 28 сентября 2012 года депутат ПКРМ Ион Чебан объявил о выходе из Партии коммунистов Республики Молдова и переходе в Партию социалистов Республики Молдова. 12 декабря 2012 года фракцию ПКРМ в парламенте Республики Молдова покинул депутат Сергей Сырбу. В 2022 году Сырбу был арестованы по обвинению в подкупе коллег из ПКРМ.
12 сентября 2013 года скончалась депутат ПКРМ Зинаида Киструга, занимавшая должность вице-председателя парламентской комиссии по экономике, бюджету и финансам. Её заменил Михаил Барбулат, состоявший в списке ПКРМ.
11 октября 2014 года Григорий Петренко был исключён из партии за нарушение устава политформирования. Вслед за Петренко был исключён Александр Петков за аналогичное нарушение. Оба депутата были исключены после того, как они обвинили партийного лидера Владимира Воронина в предательстве членов партии, так как он продал партию бизнесмену с сомнительной репутацией, первому вице-председателю Демократической партии Молдовы Владимиру Плахотнюку.
23 мая 2014 года об уходе из парламента объявил идеолог партии Марк Ткачук. Его место занял советник парламентской фракции ПКРМ Владимир Тельнов, бывший сотрудник Аппарата президента Воронина (2001—2008).
На парламентских выборах 2014 года ПКРМ потерпела серьезное поражение, набрав 17,48 % голосов (21 место в парламенте), потеряв половину мест по сравнению с предыдущими выборами.
В декабре 2015 году партия пережила серьезный раскол: 14 депутатов парламента покинули фракцию ПКРМ. Они создали свою фракцию, которая активно поддерживала правящую тогда Демократическую партию Молдовы, а в 2017 году большинство из раскольников них официально вступили в ДПМ, которой тогда руководил Владимир Плахотнюк. В 2022 году четверо из экс-депутатов были арестованы по обвинению в подкупе коллег из ПКРМ.
3 сентября 2016 года Центральный комитет ПКРМ призвал к бойкоту президентских выборов 2016 года. Причиной отказа от участия в выборах было названо несогласие с тем, что прямые выборы президента ввёл Конституционный суд Республики Молдова, а не парламент через процедуру изменения конституции. Партия отказалась поддержать кандидата в президенты от Партии социалистов Республики МолдоваИгоря Додона во втором туре выборов, прошедших в Республике Молдова 13 ноября 2016 года.
19 ноября в Кишинёве состоялся очередной, VIII съезд Партии коммунистов Республики Молдова. В работе VIII съезда ПКРМ приняли участие 438 делегатов и свыше 300 приглашённых лиц — ветераны партии, экс-депутаты Парламента и экс-министры, примары населенных пунктов страны, избранные по спискам ПКРМ, представители неправительственных организаций. Делегаты съезда абсолютным большинством голосов переизбрали Владимира Воронина на должность Председателя Партии коммунистов Республики Молдова. VIII съезд ПКРМ избрал новый состав Центрального Комитета ПКРМ в количестве 111 членов и новый состав Центральной Ревизионной Комиссии ПКРМ в количестве 19 членов. Члены Центрального Комитета партии утвердили состав Политисполкома ЦК ПКРМ из 11 человек, избрали секретарями Центрального Комитета: по организационно-партийной работе Елену Боднаренко, по идеологии Константина Старыш, по социально-экономическим вопросам Олег Рейдман. Главным редактором газеты «Коммунист» была переутверждена Ольга Дзятковская. Пленум избрал Партийную Комиссию при ЦК ПКРМ в составе 9 человек. На первом после VIII съезда ПКРМ члены Центральной Ревизионной Комиссии переизбрали ее Председателем Ивана Филимон, члены Партийной Комиссии при ЦК ПКРМ переизбрали своим Председателем Олега Манторова.
На парламентских выборах 2019 года ПКРМ потерпела крупнейшее в своей истории поражение, набрав лишь 3,76 % голосов (при проходном барьере 6 %), и в Парламент не прошла.
Перед досрочными парламентскими выборами 2021 года ПКРМ договорилась с лидирующей в парламенте ПСРМ о выдвижении единым блоком. Блок коммунистов и социалистов по итогам выборов получил 27,22 % голосов и смог провести в парламент 32 депутата, из которых 10 — от ПКРМ.
7 ноября 2021 года прошёл IX съезд ПКРМ, на котором в устав партии были внесены изменения: председателя ПКРМ будет избирать не съезд, а пленум ЦК. Съезд избрал ЦК ПКРМ из 75 человек. Первый пленум ЦК по окончании съезда вновь избрал председателем партии Владимира Воронина, заместителями председателя избраны депутат парламента Олег Рейдман и первый секретарь Каушанского райкома, депутат парламента Вячеслав Нигай. Количество секретарей ЦК сокращено до двух: по организационно-партийной работе — депутат парламента Елена Боднаренко, по идеологии — депутат парламента Константин Старыш. Утверждёны новый состав Политисполкома ЦК в составе девяти человек и главный редактор газеты «Коммунист» 
(Правда, 9-10.11.2021 Архивная копия от 18 ноября 2021 на Wayback Machine).

## Результат на выборах

### Отданные за ПКРМ голоса (с 1998)
|  |

### Количество депутатов от ПКРМ (с 1998)
|  |

| Выборы              | Кандидат         | Первый тур     | Первый тур     | Второй тур     | Второй тур     | Результат                   |
| Выборы              | Кандидат         | Голосов        | %              | Голосов        | %              | Результат                   |
| ------------------- | ---------------- | -------------- | -------------- | -------------- | -------------- | --------------------------- |
| 1996                | Владимир Воронин | 159 393        | 10.23          |                |                | Не избран                   |
| 2001                | Владимир Воронин | 71             | 70.30          |                |                | Избран                      |
| 2005                | Владимир Воронин | 75             | 74.26          |                |                | Избран                      |
| Май—июнь 2009       | Зинаида Гречаная | 60             | 59.41          |                |                | Не избран                   |
| Ноябрь—декабрь 2009 | Бойкот выборов   | Бойкот выборов | Бойкот выборов | Бойкот выборов | Бойкот выборов | Не участвовала, · Не избран |
| 2011–2012           | Бойкот выборов   | Бойкот выборов | Бойкот выборов | Бойкот выборов | Бойкот выборов | Не участвовала              |
| 2016                | Бойкот выборов   | Бойкот выборов | Бойкот выборов | Бойкот выборов | Бойкот выборов | Не участвовала              |
| 2020                | Бойкот выборов   | Бойкот выборов | Бойкот выборов | Бойкот выборов | Бойкот выборов | Не участвовала              |

## Программа партии
В программе ПКРМ заявляется о приверженности ценностям коммунизма и интернационализма. Вплоть до выборов 2001 года среди главных направлений политики ПКРМ значилось сближение с Россией, однако по мере пребывания коммунистов у власти в их деятельности стали усиливаться акценты на европейскую интеграцию и сближение с Европейским союзом.

### Программа партии на парламентских выборах 2009 года
В программу партии на период 2009—2013 гг. входит четыре стратегических приоритета:
- построение социального государства;
- экономическое обновление;
- интеграционная открытость;
- безопасность страны и гражданское единство.

### Программа партии на досрочных парламентских выборах 2010 года
В программу партии на период 2010—2015 гг. входит три стратегических приоритета:
- социальная реконструкция:

1. развитие страховой медицины;
2. план человеческого развития;
3. восстановление социальных гарантий;
4. защита материнства;

- экономическая модернизация:

1. субсидирование сельского хозяйства;
2. модернизация инфраструктуры;
3. привлечение капитала;

- безопасность и гражданское единство:

1. европейские свободы и стандарты;
2. стратегическое партнёрство с Россией;
3. молдавская идентичность;
4. территориальная целостность Молдовы.

## Партийная газета
Официальным печатным органом Партии коммунистов является газета «Коммунист» Архивная копия от 26 ноября 2020 на Wayback Machine. Выходит еженедельно. В прошлом имела тематические и районные приложения.

## Символика
12 июля 2012 года парламент Республики Молдова принял закон о запрете на коммунистическую символику, после чего Михай Гимпу предложил ПКРМ символом партии сделать «ложку и тарелку» вместо «серпа и молота». 4 июня 2013 года Конституционным судом Республики Молдова закон был признан неконституционным .